# Hanleya nagelfar
Hanleya nagelfar is een keverslakkensoort uit de familie van de Hanleyidae. De wetenschappelijke naam van de soort is voor het eerst geldig gepubliceerd in 1846 door Lovén.